# Campeonato Panamericano de Judo de 1980
El XII Campeonato Panamericano de Judo se celebró en la Isla de Margarita (Venezuela) entre el 1 y el 2 de marzo de 1980 bajo la organización de la Unión Panamericana de Judo.
En total se disputaron dieciséis pruebas diferentes, ocho masculinas y ocho femeninas.

## Resultados

### Masculino
| Evento            | Oro                               | Plata                               | Bronce                                                          |
| ----------------- | --------------------------------- | ----------------------------------- | --------------------------------------------------------------- |
| –60 kg            | Phil Takahashi · Canadá           | Rafael González de la Vega · México | Gustavo Suárez Barruecos · Cuba · Carlos Lube · Puerto Rico     |
| –65 kg            | Luís Onmura · Brasil              | Omar Abdala Argentina               | Guillermo Wong Sánchez · Cuba · Butch Sloan · Canadá            |
| –71 kg            | Anelson Guerra · Brasil           | Alain Cyr · Canadá                  | Andrés Puentes · México · Angelo Ruíz · Puerto Rico             |
| –78 kg            | Delmo Fernandes Baptista · Brasil | Radamés Lora · República Dominicana | Luis Duarte · Venezuela · Jorge Aguirre Wardi · Argentina       |
| –86 kg            | Walter Carmona · Brasil           | Héctor Estévez Puerto Rico          | Fernandos Portes · México · Eduardo Novoa Barrientos · Chile    |
| –95 kg            | Tom Greenway · Canadá             | Roberto Batista Cobas · Cuba        | Alberto de la Rosa · Venezuela · Sergio Komornickie · Argentina |
| +95 kg            | Joseph Meli · Canadá              | Oswaldo Simões · Brasil             | Gonzalo Briceño · Venezuela · Jorge Portelli · Argentina        |
| Categoría abierta | Walter Carmona · Brasil           | Tom Greenway · Canadá               | Roberto Batista Cobas · Cuba · Héctor Estévez · Puerto Rico     |

### Femenino
| Evento            | Oro                             | Plata                         | Bronce                                                      |
| ----------------- | ------------------------------- | ----------------------------- | ----------------------------------------------------------- |
| –43 kg            | Betsabeth Hernández · Venezuela | Tina Takahashi · Canadá       | Mónica Proano · Ecuador                                     |
| –47 kg            | Denise Thivierge · Canadá       | Sonia Carabajo · Ecuador      | Berta Osuna · Venezuela · Jaqueline Rodriguez · Puerto Rico |
| –52 kg            | Cathy Sheffield · Canadá        | Mary Rooks · Venezuela        | Marcia Coello · Ecuador                                     |
| –58 kg            | Susan Ulrich · Canadá           | Natasha Hernández · Venezuela | Rossina Cianelli · Chile · María Rivero · Puerto Rico       |
| –65 kg            | Lorraine Methot · Canadá        | Yully Navas · Venezuela       | Vilma Cianelli · Chile · Marcia Quiñónez · Ecuador          |
| –73 kg            | Andrée Barrette · Canadá        | Iveck Mata · Venezuela        | —                                                           |
| +73 kg            | Ana Blanco · Venezuela          | Ana Morales Puerto Rico       | Sonia Blanco · Ecuador                                      |
| Categoría abierta | Lorraine Methot · Canadá        | —                             | —                                                           |

## Medallero
| Núm. | País                 | Oro | Plata | Bronce | Total |
| ---- | -------------------- | --- | ----- | ------ | ----- |
| 1    | Canadá               | 9   | 3     | 1      | 13    |
| 2    | Brasil               | 5   | 1     | 0      | 6     |
| 3    | Venezuela            | 2   | 4     | 4      | 10    |
| 4    | Puerto Rico          | 0   | 2     | 5      | 7     |
| 5    | Ecuador              | 0   | 1     | 4      | 5     |
| 6    | Argentina            | 0   | 1     | 3      | 4     |
| 6    | Cuba                 | 0   | 1     | 3      | 4     |
| 8    | México               | 0   | 1     | 2      | 3     |
| 9    | República Dominicana | 0   | 1     | 0      | 1     |
| 10   | Chile                | 0   | 0     | 3      | 3     |
|      | TOTAL                | 16  | 15    | 25     | 56    |